# 和希結衣
和希 結衣（かずき ゆい、1985年3月17日 - ）は、日本の元AV女優。
静岡県出身。血液型:B型。身長:155cm。スリーサイズ:B90(G)・W56・H86。

## 略歴・人物
2005年6月にビデオメーカー・ワンズファクトリーの専属女優としてAVデビュー。Gカップの巨乳の持ち主。同年10月で一旦休業。
2006年3月に復帰するが、同年7月の作品以降の新作はなく、引退したと思われる。

## 作品

### アダルトビデオ
2005年
- G-ONE ヴィーナス誕生 〜Gカップの女神〜（6月1日、ワンズファクトリー）　※デビュー作
- 巨乳解放区　（7月1日、ワンズファクトリー）
- Gカップびしょ濡れ乳姫　（8月1日、ワンズファクトリー）
- イカせ続けると女はどーなるのか?　（9月1日、ワンズファクトリー）
- デジタルアングル　（10月1日、ワンズファクトリー）

2006年
- デジタルコカン　（3月13日、マルクス兄弟）
- デカパイとお尻の妄想アングル　（4月13日、マルクス兄弟）
- 和希結衣 3時間　（5月1日、ワンズファクトリー）…総集編
- デジタルコカン 巨乳淫語先生　（5月13日、マルクス兄弟）
- 挿入王　（6月23日、I.B.WORKS）
- おっぱい地獄　（7月28日、I.B.WORKS）
- 和希結衣プレミアムエディション　（11月1日、ワンズファクトリー）…総集編
- 和希結衣のG-cupを4時間見てください!　（12月13日、マルクス兄弟）…総集編